# Holtug Kridtbrud
Holtug Kridtbrud ligger i den nordlige ende af Stevns Klint.
Indtil 1972 blev der gravet kridt og kalk.
I kridtbruddet findes fossiler og forsteninger.
Nu er Holtug Kridtbrug en del af Stevns Klint Trampesti.